# Дель Кастийо, Ромен
Роме́н Дель Касти́йо (фр. Romain Del Castillo; 29 марта 1996, Венисьё) — французский футболист, полузащитник клуба «Брест».

## Клубная карьера
Родился 29 марта 1996 года в пригороде Лиона Венисьё. Воспитанник футбольной школы клуба «Олимпик Лион», в которой учился с июня 2012 года. В декабре 2015 года он подписал свой первый профессиональный контракт с клубом до июня 2019 года. Выступая за команду до 19 лет, был участником Юношеской лиги УЕФА 2015/16. Там в первом же матче против бельгийского «Гента» (3:0) Ромен сделал дубль, а в игре с «Зентом» (6:0) забил гол с пенальти. В итоге с тремя голами Дель Кастийо помог клубу с первого месяца выйти в 1/8 финала, где французы уступили «Аяксу» (0:3).
20 ноября 2015 года в матче Лиги 1 против «Ниццы» (0:3) Дель Кастийо дебютировал за первую команду, выйдя на поле на 64-й минуте вместо Серхи Дардера. Впрочем, закрепиться в составе родной команды футболист не сумел, сыграв за сезон 2015/16 только две игры. Поэтому в следующем по сезону провел в клубах Лиги 2 «Бур-ан-Бресс» и «Ним».
20 июня 2018 года за 2 млн евро перешел в клуб Лиги 1 «Ренн», подписав с новой командой четырёхлетнее соглашение.

## Карьера в сборной
В 2018—2019 играл за молодежную сборную Франции, в частности, на молодежном чемпионате Европы 2019 года.